# 중화민국 축구 협회
중화민국 축구 협회(영어: Chinese Taipei Football Association), 중국어: 中華民國足球協會)는 중화민국의 축구 협회이며 중화민국 축구 조직의 최상위 축구 기구이다.

## 역사
- 중국 최초의 전국적인 축구 협회는 송나라의“치윤서”부터 시작되었다.
- 1923년 8월 : 상하이에서 중화민국의 첫번째 축구 기구인 중화 축구 연합회(中華足球聯合會)가 설립되면서 가입되었다.
- 1954년 : 아시아 축구 연맹이 설립되면서 가입하였다.
- 1954년 : 중화민국의 수도가 중국 대륙에서 타이완섬으로 옮겨지면서 중화 전국 축구 위원회(中華全國足球委員會, China National Football Association)라는 이름으로 국제 축구 연맹에 가입하였다.
- 1955년 : 중화 전국 축구 위원회(中華全國足球委員會)가 6월 11일 정식으로 세워졌고, 당시 공군 사령관이었던 왕수밍이 초대 위원장으로 올랐다.
- 1973년 : 협회 이름을 중화민국 축구 협회(中華民國足球協會, Republic of China Football Association)로 변경하였다.
- 1974년 : 아시아 축구 연맹에서 탈퇴하였다.
- 1975년 : 오세아니아 축구 연맹에 가입하였다. (임시 회원)
- 1976년 : 오세아니아 축구 연맹 회원국이 되었다.
- 1978년 : 협회 명칭 문제로 인해서 오세아니아 축구 연맹 회원국 자격이 보류되었다.
- 1981년 : 국제 축구 연맹에서 중화 타이베이 축구 협회(Chinese Taipei Football Association)라는 이름 사용이 허가되었다.
- 1982년 : 오세아니아 축구 연맹 회원국 자격이 회복되었다.
- 1989년 : 아시아 축구 연맹으로 복귀하였다.
- 2002년 : 동아시아 축구 연맹이 설립되면서 가입하였다.

## 같이 보기
- 아시아 축구 연맹
- 동아시아 축구 연맹
- 오세아니아 축구 연맹
- 홍콩 축구 국가대표팀
- 마카오 축구 협회
- 중국 축구 협회
- 중화 타이베이 축구 국가대표팀